# Долинське (Нікопольський район)
Доли́нське — село в Україні, у Нікопольському районі Дніпропетровської області. Входить до складу Мирівської сільської громади.
До 2017 року орган місцевого самоврядування — Виводівська сільська рада. Населення — 362 мешканці.

## Географія
Село Долинське знаходиться за 2 км від села Глухе і за 4 км від села Виводове. По селу протікає пересихаючий струмок з загатою. Поруч проходить автомобільна дорога Т 0420.

## Населення

### Мова
Розподіл населення за рідною мовою за даними перепису 2001 року:
| Мова       | Кількість | Відсоток |
| ---------- | --------- | -------- |
| українська | 335       | 92.54%   |
| російська  | 26        | 7.18%    |
| білоруська | 1         | 0.28%    |
| Усього     | 362       | 100%     |

## Інтернет-посилання
- Погода в селі Долинське [Архівовано 20 грудня 2011 у Wayback Machine.]

1. ↑  Рідні мови в об'єднаних територіальних громадах України — Український центр суспільних даних